# بسکت رنج
بسکت رنج (به انگلیسی: Basket Range) یک شهرک در استرالیا است که در استرالیای جنوبی واقع شده‌است.